# کریسمس کیست؟
" کریسمس کیست؟ " (همچنین به عنوان " اولین کریسمس ویژه باب اسفنجی " شناخته شده‌است) اپیزود هشتم از فصل دوم و اپیزود بیست و هشتم در کل سریال باب‌اسفنجی شلوارمکعبی است. قسمت ای که در ۶ دسامبر ۲۰۰۰ در ساعت ۲۲:۳۰ شب نیکلودئون در ایالات متحده پخش شد. این اپیزود نشان دهنده اولین حضور پچی دزد دریایی و طوطی حیوان خانگی خود، پتی است. این قسمت همچنین اولین ویژه برنامه باب اسفنجی است. این قسمت در ایران با نام "کریسمس کی؟" از شبکه پرشین تون دوبله و پخش شد اما هم اکنون با این دوبله بسیار کمیاب است و اصلا در دسترس نیست. این قسمت همچنین به خاطر ترانه It's the very first Christmas to me" مشهور است. 

## داستان
در انسینو، کالیفرنیا، راوی فرانسوی، رئیس باشگاه طرفداران باب اسفنجی شلوار مکعبی، پچی دزد دریایی (که تام کنی این نقش را بازی می‌کند) معرفی می‌کند، شخصیت لایو اکشنی که به همراه طوطی خانگی خود پتی (صداپیشگی توسط استیون هیلنبرگ) برای کریسمس آماده می‌شود پچی یک نامه از یک شخص طرفداری دریافت می‌کند، که آیا باب اسفنجی دوست دارد کریسمس را جشن بگیرد یا نه. پچی توضیح می‌دهد که آن‌ها همیشه کریسمس را در بیکینی باتم جشن نمی‌گیرند و تصمیم می‌گیرند نشان دهند که چگونه کریسمس به آن‌ها معرفی شده‌است، و اپیزود شروع می‌شود. باب اسفنجی می‌خواهد سندی را با یک حرکت کاراته غافلگیر کند که سندی درخت کریسمسی را روشن می‌کند و او فکر می‌کند آتش‌سوزی است و سطل آب را روی سندی خالی می‌کند. سندی به او توضیح می‌دهد این یک درخت کریسمس است و بعد از آن همه چیز را در مورد کریسمس و بابانوئل توضیح می‌دهد باب اسفنجی هم دوستان خودرا جمع کرده و به آن‌ها کریسمس را توضیح می‌دهد پاتریک و آقای خرچنگ کریسمس را قبول می‌کنند ولی اختاپوس قبول نمی‌کند و می‌گوید همهٔ این‌ها خرافات است. بعد از مدتی اهالی بیکینی باتم همه نامه‌هایشان که خواسته‌هایشان درون آن‌ها نوشته شده را در نامه پرت کن باب اسفنجی می‌اندازند جز اختاپوس. باب سعی می‌کند او را راضی کند تا آرزوی خودرا در نامه پرت کن بیندازد، اما این کار را نمی‌کند. اهالی تا صبح کریسمس بیدار می‌مانند و آوازی به نام " Its the Very First Christmas to Me " را می‌خوانند.
اما وقتی نتیجه ای نمی‌بینند ناراحت می‌شوند و از طرفی اختاپوس حرف باب اسفنجی را قبول می‌کند اما باب اسفنجی اعتقادش به کریسمس و بابا نوئل را از دست می‌دهد و ناراحت به خانه اش می‌رود و قبل از رفتن به اختاپوس یک کلارینت چوبی هدیه می‌دهد. اختاپوس هم برای اینکه باب را شاد کند قیافه بابا نوئل را به خود می‌گیرد و به همهٔ اهالی بیکینی باتم هدیه می‌دهد و بعد می‌بیند بابانوئل واقعی برایش نامه تشکر گذاشته‌است و با سورتمه اش از بالای سر اختاپوس رد می‌شود. در آخر اپیزود دوباره به خانه پچی برمیگردد و پچی را می‌بینیم که دارد برای خودش بازی می‌کند و پتی او را اذیت می‌کند.

## قالب
- تام کنی - باب اسفنجی شلوار مکعبی، پچی، خواننده شماره #۱
- بیل فیجرباک - پاتریک ستاره دریایی خواننده شماره ۲
- راجر آلبرت بومپاس - اختاپوس هشت پا خواننده شماره #۳
- کلنز براون - آقای خرچنگ خواننده شماره #۴
- دی بردلی بیکر - ماهی # ۱
- مستر لارنس - پلانگتون
- سایرینا ایروین - ماهی مؤنث
- کارولین لارنس - سندی چیکس
- سارا پکستون - دختر کوچولو
- آستین استوت - پسر کوچولو
- مایکل پاتریک بل - بابا نوئل
- پاتریک پینی - نقاش
- جاناتان سیلسببی - مربی
- استیون هیلنبرگ - پتی طوطی و کارگردان